# 中華民國—歐洲聯盟關係
中華民國與欧洲联盟（通稱歐盟）以及成員國無官方外交關係，但與歐盟以及部分成員國有互設具大使館功能的代表機構。

## 外交

### 與歐洲聯盟關係
中華民國與歐盟早期關係之維護，由中華民國駐比利時大使館兼辦與歐盟前身「歐洲共同體」業務。1971年10月25日，中華民國與比利時王國於中止外交關係後，為維持雙邊實質關係，中華民國政府於同年11月5日於比京布魯塞爾設立「孫逸仙文化中心」作為代表機構，是該國首座設於非邦交國家的代表處，亦為該國退出聯合國後的第一座駐歐代表處:84,89。1990年1月，更名為「台北經濟文化辦事處」。1995年11月，復更名為「駐比利時台北代表處」。在歐盟成形逐漸擴大之際，且晉身為世界政經要角後，為增進中華民國與歐盟之關係，於2001年4月再更名為「駐歐盟兼駐比利時代表處」，此後通過歐盟可加強在沒有設立代表處的歐盟國家非官方外交关系。
2003年3月10日，欧洲联盟委员会在台北設立「歐洲經貿辦事處」，首任駐台代表為麥當諾（Brian McDonald）。
2018年5月8日，歐洲對外事務部表示，在符合歐盟的「一中政策」以及歐盟的政策目標下，歐盟支持以務實方式處理台灣的國際參與問題，包括世界卫生大会（WHA）、世界衛生組織（WHO）及其所有技術性會議，並主張歐盟的「一中政策」與中國的「一中原則」不同，歐盟不斷強化與台灣在經貿關係、科學、教育與文化等各種領域的良好合作關係。
2019年9月23日，不具名的歐盟發言人表示，知曉在索羅門群島與吉里巴斯決定改與北京外交承認後，台灣決定終止邦交。強調歐盟在符合其一個中國政策，以及沒有外交承認的情況下與台灣發展更緊密的關係與合作，並鼓勵台灣積極參與國際事務。而台灣以民主、法治與人權為治理基礎，在許多方面與歐盟都是理念相近的夥伴。
2020年1月11日，中華民國總統與立委選舉結束後，歐洲對外事務部祝賀這次大選台灣高投票率所展現的民意，並強調雙方的治理體系均是建立在對民主、法治和人權的共同承諾之上。
2020年1月30日，由於2019冠状病毒病疫情在全球擴散，但WHO排除出現確認病例的台灣參與討論。歐洲對外事務部外交安全政策發言人表示，在一般情況及目前爆發疫情的特別情況下，歐盟致力與合作夥伴討論並尋求務實解決方案，在台灣有相關專業技術及能力的場域，台灣應該被納入。2月6日，德國代表歐盟成員國在WHO執行委員會上發言表示，面對全球疫情合作至關重要，務必避免訊息出現缺口，沒有任何區域應被遺落在資訊分享過程之外。
2020年4月1日，中華民國總統蔡英文宣布捐贈1,000萬片口罩給2019冠状病毒病疫情嚴重的國家。外交部指出，其中700萬片給歐盟成員國以及瑞士與英國、300萬片給美國、100萬片給中華民國的邦交國。歐盟執委會主席馮德萊恩在Twitter感謝台灣捐贈560萬片口罩給歐盟成員國，這也是歐盟執委會主席首度針對台灣發表聲明。9日，中華航空貨機降落在卢森堡机场，歐盟在官網放上台灣捐贈口罩抵達的6分多鐘影片，內容可見卸運時出現許多掛有中華民國國旗和「台灣能幫忙（Taiwan Can Help）」布條的貨箱。5月5日，再捐贈歐盟成員國130萬片口罩。
2021年4月21日，歐盟高層的內部報告對於臺海情勢表達關切，指出過去2年來，北京已採取更獨裁的路線，進一步封閉國內的政治空間、加強社會控制，都對歐中關係造成負面影響，並提到「南海的和平與穩定明顯攸關歐盟利益，近日臺灣海峽兩岸緊張情勢升溫，應密切關注。」
2021年5月5日，七大工業國組織在英國倫敦召開外長會議，會後發布的《聯合公報》首次直接提到臺灣，表示「我們支持臺灣有意義參與WHO活動與WHA，國際社群要能從所有夥伴獲利，包括臺灣抗疫成果」、「我們強調臺海和平與穩定的重要性，鼓勵以和平方式解決兩岸問題」。
2021年5月27日，歐洲理事會主席米歇爾、歐盟執委會主席馮德萊恩與日本首相菅義偉進行視訊會談，會後發布的《聯合聲明》強調臺灣海峽和平與穩定的重要性，敦促和平解決兩岸問題。
2021年6月13日，七大工業國組織在英國召開領袖會議，會後發布的《聯合公報》，以及15日在歐盟總部布魯塞爾舉行的歐美峰會，會後發布的《聯合聲明》，均強調台灣海峽和平穩定的重要性，呼籲以和平方式解決兩岸問題。
2021年8月10日，對於歐盟成員國的立陶宛與中華民國互設代表機構，引起中華人民共和國與立陶宛關係緊張並召回大使，歐洲對外事務部發言人對此回應，歐盟承認中華人民共和國代表中國政府，但同時歐盟也有興趣與台灣進一步深化關係，因此歐盟在台北設有歐洲經貿辦事處。且歐盟不認為在台灣或是台灣前來歐洲設處違反歐盟的一個中國政策，並表示歐盟的「一中政策」與中國的「一中原則」不同。
2021年9月28日，歐盟外交和安全政策高級代表波瑞爾與中華人民共和國外交部長王毅舉行高級別戰略對話，波瑞爾指出，歐盟在繼續遵守其一個中國政策的同時，歐盟及其成員國有興趣與台灣發展合作，台灣是理念相近的重要經濟夥伴，但歐盟不承認其國家地位。中華民國外交部表示「將持續與歐盟加強關係，但我國為主權獨立國家的事實不容質疑。」
2022年5月12日，七大工業國組織在德國召開外長會議，會後發布的《聯合公報》強調台海和平穩定的重要性，鼓勵和平解決兩岸爭端，並支持台灣有意義參與世界衛生大會（WHA）及世界衛生組織（WHO）的技術會議。6月28日，在德國召開領袖會議時亦再重申。
2022年6月2日，歐盟執委會貿易總署長魏恩德與中華民國經濟部部長王美花舉行經濟對話，討論数字经济、貿易便捷化及半导体供应链等議題，是台歐首次公開舉行部長級對話。
2022年8月3日，七大工業國組織外長與欧盟外交与安全政策高级代表博雷利針對美國聯邦眾議院議長裴洛西訪台的兩岸局勢發表聯合聲明，重申該組織維護台海和平穩定的立場，呼籲中國勿以武力片面改變現狀，同時提到各成員國的「一中政策」與「對台立場」沒有改變，並鼓勵各方保持暢通的溝通管道以防誤解發生。4日，博雷利在柬埔寨出席東盟外長會議期間，批評中國在台海周邊進行軍演的反應，表示「將一次訪問當作在台海周邊進行侵略性軍事活動的藉口，這不具正當性，我們國家的議員走訪國際是正常的，也是例行的。」
2023年4月5日，中華民國總統蔡英文過境美國洛杉磯，與聯邦眾議院議長麥卡錫舉行會面。歐盟對於其後中國環台軍事演練發表回應。
2023年4月18日，歐盟外交和安全政策高級代表波瑞爾在欧洲议会表示「台灣顯然是我們擔保和平的地缘战略範圍的一部分」，「必須阻止針對台灣發動的行動，不只是基於道德理由，這也是因為它在經濟上對我們極為重要，因為台灣在生產最先進半导体上具有戰略性的角色」。23日，波瑞爾在《星期日報》發表社论，其中表示台灣「在經濟上、商業上與科技上都與我們有關」，「這是為什麼我呼籲歐洲海軍巡邏台灣海峽，以展現歐洲對這個絕對關鍵地區航行自由的承諾」。
2023年4月18日，七大工業國組織在日本召開外長會議，會後發布的《聯合公報》表示「我們重申台灣海峽和平穩定是國際社會安全與繁榮不可或缺的重要因素，敦促兩岸問題和平解決。G7成員在台灣問題上的基本立場（包括所表明的一個中國政策）並未改變。」對於台灣參與國際組織，則強調「我們支持台灣有意義地參與國際組織，包括WHA和WHO技術會議，國際社會應從所有夥伴的經驗中受益。」「如果國家性質並非必要條件，則做為正式成員參加；若國籍為必要條件，則以觀察員或來賓身分參與。」5月20日，在日本召開領袖會議時亦再重申。
2023年4月20日，美國總統拜登與歐盟執委會主席馮德萊恩通話，重申維護臺灣海峽兩岸和平與穩定的重要性。
2023年6月30日，歐盟27國領袖舉行高峰會，會後發表聯合聲明提及「歐盟關切台灣海峽上升的緊張情勢，歐盟理事會反對任何單方面以武力或脅迫改變現狀的企圖」。並「再次確認歐盟將持續一個中國政策」。
2023年10月20日，歐盟外交和安全政策高級代表波瑞爾於歐盟對外事務部發表《歐盟-中國關係：就我們的分歧進行坦率交流》，其中提到「臺灣是歐盟-中國關係中的另一個重大安全問題，我們知道這個問題對中國有多重要，我們的一中政策保持不變。我們認為應該維持現狀，這意味著中國不應該透過脅迫或武力侵蝕它，這也意味著臺灣不應該開始任何單方面宣佈獨立。我們與臺灣的雙邊關係將繼續下去，不包括任何外交承認。我們一直呼籲透過對話解決所有緊張局勢，我們一直要求各方的對話者避免任何可能導致升級的行動」。
2024年1月13日，中華民國總統與立委選舉結束後，歐洲對外事務部表示對台灣舉行選舉的歡迎，並祝賀所有參與此一民主進程的選民。另表示，台灣歐盟有各自的治理體系，而且都是建構在對民主、法治及人權的共同承諾基礎上。歐盟強調台海和平穩定攸關區域及全球安全與繁榮，對持續升高的台海緊張情勢表達關切，並反對任何片面改變現狀的行為。
2024年4月3日，臺灣東部發生大地震，歐洲理事會主席米歇爾在X（原Twitter）發文向遇難者家屬表示哀悼，並表示歐盟隨時準備提供任何所需援助。
2024年4月17日，七大工業國組織在義大利召開外長會議，會後發布的《共同聲明》表示，台海和平穩定對國際社會的安全與繁榮不可或缺，呼籲兩岸議題必須用和平方式解決。G7成員支持台灣以觀察員、或來賓的身分，有意義參與非以國家身分為前提的國際組織，包括WHA與WHO技術會議。聲明另指出，G7成員對台灣的基本立場沒有改變，包括現行的一中政策。6月15日，在義大利召開領袖會議時亦再重申。
2024年5月23日，歐盟對外事務部發言人對於中國人民解放軍的「環台軍演」一事，表示中國對台灣的軍事活動提高了海峽兩岸緊張情勢。台海的和平穩定對區域與全球的安全與繁榮具有戰略重要性。保持台海現狀是歐盟的直接利益。歐盟反對任何以武力或脅迫方式改變現狀的片面行動。呼籲各方應克制並避免可能進一步升高台海緊張情勢的行為，重申兩岸應透過對話解決問題；歐盟對於「10月環臺軍演」亦發表相同看法。
2024年7月18日，歐盟執委會主席馮德萊恩在名為「歐洲的選擇」（Europe’s Choice）政綱宣言中表示「對全球未來而言，印太已成為決定性的地區」，「我們將與面臨共同挑戰的日本、韓國、紐西蘭與澳洲攜手合作」，「這包括我們集體努力配置全方位的綜合手段，以阻止中國透過軍事手段單方面改變現狀，尤其是台灣」。報導指出這是迄今為止最明確的表態。
2024年10月22日，歐盟執委會官員在歐洲議會就中國扭曲《聯合國大會第2758號決議》與持續對台軍事挑釁發表演說，其中提到「聯合國大會第2758號決議非常簡短，僅有150個字，且在這150個字當中，『台灣』一詞並未出現。」中華民國外交部指出這是歐盟行政部門首度就該決議表達立場。
2025年3月15日，七大工業國組織在加拿大召開外長會議，會後發布的《聯合聲明》表示，G7成員強調維護台海和平穩定的重要性，鼓勵和平解決兩岸問題，並重申反對任何單方面透過武力或脅迫改變現狀的企圖，也支持台灣有意義參與適當的國際組織。在《關於海上安全與繁榮宣言》中，亦重申對台基本政策不變，強調台海和平穩定對國際安全與繁榮至關重要。與先前聲明不同的是，這次提到台灣時，未提及一個中國政策。6月17日，在加拿大召開領袖會議時亦再重申。
2025年4月1日，歐盟對外事務部對於中國人民解放軍的「環臺軍演」一事，表示中國圍繞台灣的大規模軍事演習，正在升高海峽兩岸的緊張關係。台海和平穩定對區域和全球安全與繁榮具有戰略重要性，維護台海現狀是歐盟的直接利益，歐盟反對任何透過武力或脅迫改變現狀的單方面行為，呼籲各方保持克制，避免採取任何可能進一步加劇緊張局勢的行動，而應透過兩岸對話解決。
2025年6月24日，第20屆「歐盟—加拿大峰會」於會後發布《聯合聲明》，重申維護印太地區，包括东海、南海以及台灣海峽的和平與穩定是雙方的共同利益。
2025年7月23日，第30屆「歐盟—日本峰會」於會後發布《聯合聲明》，強調台海和平穩定對國際社會安全與繁榮不可或缺，呼籲和平解決兩岸問題，反對任何以武力或脅迫片面改變現狀的企圖；24日，第25屆「歐盟—中國峰會」在歐方的會後新聞稿重申歐盟遵循自己的一中政策，對台海日趨緊張的情勢表達關切。歐盟反對任何片面以武力與脅迫改變現狀的行徑，並主張以符合国际法的和平方式解決紛爭。

### 歐洲議會友台言行
1982年11月，曾訪台的歐洲議會人民黨籍西德議員房艾生連袂社會黨、自由黨、英國保守黨等黨在歐洲議會對外經濟委員會提出「與台灣貿易報告」（Resolution on Trade with Taiwan）:93，亦稱「房艾生報告」（Rapport van Aerssen），要求歐洲共同體與中華民國關係正常化:142。該報告於1985年2月獲歐洲議會對外經濟委員會通過後，議會大會也於同年7月11日就該報告通過決議，成為歐洲議會通過的第一個友台決議:93。
1991年7月22日，歐洲議會副議長亞伯率領多位議員抵台訪問。期間會見立法院長梁肅戎、外交部長錢復、政務次長房金炎、經濟部國濟貿易局長許柯生、交通部觀光局長毛治國、行政院大陸委員會副主任委員馬英九、行政院新聞局副局長黃老生、中歐貿易促進會理事長曹嶽維等人士。
1996年2月15日，歐洲議會通過緊急決議案，譴責中華人民共和國在福建沿岸部署重兵，威脅台灣即將於3月23日舉行的首次中華民國總統直接選舉。該決議案要求歐洲聯盟理事會運用對其影響力，阻止其對台灣的侵略行為以及對台灣選舉的恫嚇干預。3月8日，歐洲聯盟理事會主席公開發表聲明譴責中華人民共和國。3月14日，歐洲議會通過第二次緊急決議案。
1997年5月22日，中華民國外交部長章孝嚴應歐洲議會外交委員會主席史賓塞邀請，前往該委員會發表演說。
2000年11月30日，歐洲議會通過「共同外交暨安全政策（CFSP）」年度執行報告決議案，其中第42條有關歐盟與中國部分，綠黨黨團提出修正條文「促請歐洲聯盟理事會設法加強與台灣之政治關係，藉以促進台北與中國之對話並支持台灣之民主；同時亦再促請執委會在台北設立代表處。」表決以482票贊成、5票反對、34票棄權，獲得通過正式列入第42條。
2001年11月15日，中華民國總統夫人吳淑珍前往歐洲議會代表總統陳水扁接受國際自由聯盟所頒「2001年自由獎」。
2002年3月14日，歐洲議會通過有關「支持台灣以觀察員身分出席2002年5月舉行的世界卫生大会」決議案。
2002年7月2日，中華民國立法院長王金平率團訪問歐洲議會，並會見議長寇克斯。
2002年9月5日，歐洲議會通過「歐洲及亞洲：強化伙伴關係的策略架構」決議案，該決議文包括9條對台灣友好的有關事項，包括呼籲中國撤除所有對台飛彈、尋求讓台灣參與「亚欧会议」、支持台灣參與世界卫生组织、放寬對中華民國總統與高層官員的簽證限制等。
2003年3月13日，歐洲議會議長寇克斯致函邀請總統陳水扁訪問該議會，並於議會黨團主席會議上發表演說，但中華民國外交部表示，經評估國內外情勢發展，非總統出訪歐洲的適當時機。
2018年2月1日，台北市長柯文哲率團訪問比利時，於布魯塞爾歐洲議會議員沙龍發表演說，共有30位歐洲議會議員應邀出席，設宴者為歐洲議會友台小組副主席安德烈·科瓦契夫。柯文哲也是首位於歐洲議會發表演說的中華民國台灣縣市首長。
2018年12月12日，歐洲議會通過CFSP年度執行報告決議案，強化印太地區安全對歐盟及其會員國具重要利益；其中包括鼓勵中國與台灣迅速恢復雙邊對話，也重申堅定支持台灣有意義參與國際組織、機制及活動。與前一年的決議案相比，增加鼓勵兩岸迅速恢復雙邊對話，也是繼同年9月歐洲議會「歐中關係報告」之後再度鼓勵兩岸恢復官方對話。
2019年1月30日，歐洲議會約有20位議員發言力挺台灣，歐洲議會友台小組主席藍根表示中共繼續對台軍事威脅，歐盟別無選擇，只能有一種回應「在外交上承認台灣」。31日，歐盟執委會人道援助及危機管理執委斯蒂里亞尼迪斯受邀至歐洲議會上報告兩岸議題時表示，歐盟對近年兩岸關係趨於緊張感到遺憾，就中共總書記習近平在《告台灣同胞書》發表40周年紀念會上的對台談話，歐盟希望兩岸能和平對話，並強調尊重台灣治理體系，且台灣與歐盟在民主、法治及人權具有共同價值，鼓勵台灣積極參與國際事務，亦指出自2016年以來中國限制兩岸高層交流，且欲壓縮台灣國際空間及誘使盟友改變立場，歐盟對此持續鼓勵兩岸進行建設性對話，樂見歐洲議會關注兩岸議題，歐盟籲兩岸維持現狀，並在與台灣共享價值及利益下，歐盟將繼續尋求與台灣在不同領域緊密合作。
2019年4月15日，歐洲議會友台小組主席和英國、德國、法國等國會友台小組主席聯名致函世界衛生組織（WHO）呼籲邀請台灣出席世界卫生大会（WHA）。
2020年4月8日，歐洲議會67位議員聯名致函歐洲聯盟外交和安全政策高級代表波瑞爾，肯定台灣對2019冠状病毒病疫情的因應模式值得學習，WHO排除台灣是對台灣民眾的歧視與不公。5月13日，歐洲議會102位議員與4位德國國會議員連署致歐盟成員國衛生部長的公開信，呼籲支持中華民國衛生福利部長陳時中以觀察員身分受邀出席WHA視訊會議，並要求WHO落實讓臺灣務實參與所有WHO會議、機制與活動。
2020年8月20日，歐洲議會「對中國關係代表團」團長包瑞翰與副團長史雅琪發表聯合聲明，支持捷克參議院議長維特齊訪臺，完成已故議長柯佳洛訪臺的遺願。25日，由2名歐洲議會議員領銜，並獲歐洲議會友臺小組主席凱勒、美國聯邦參議員魯比歐，以及德國、法國、英國、立陶宛、愛沙尼亞、斯洛伐克、加拿大、澳洲等68名跨國國會議員連署發表聯合聲明，強力支持維特齊訪臺，並譴責中國施壓已故議長柯佳洛要求切勿訪臺的蠻橫干預。9月5日，捷克籍的歐盟執委會副主席喬霍瓦亦表示，這件事她和歐盟官方都與韋德齊站在同一邊，「他讓捷克人腰桿挺得更直」。
2021年1月20日，歐洲議會全會表決通過「共同外交暨安全政策」、「共同安全暨防禦政策」年度執行報告之2項決議案，首度呼籲歐盟成員國重新檢視並加強對臺交往政策。
2021年4月2日，臺灣太魯閣號列車發生事故，造成重大傷亡，歐洲議會副議長畢爾、歐洲議會外交委員會副主席佩特表示哀悼。
2021年5月，歐洲議會副議長畢爾、豪塔拉、卡斯塔爾多以及歐洲近30國、共計1,084名國會議員，聯名致函WHO幹事長谭德塞，支持台灣出席WHA與WHO的會議、機制與活動。
2021年6月，歐洲議會友臺議員提議將「歐洲經貿辦事處」（European Economic and Trade Office）正名為「歐盟駐臺灣辦事處」（European Union Office in Taiwan），歐洲議會外交委員會於9月1日進行討論「歐盟－臺灣關係與合作」報告草案。9月2日表決通過修正案，將交付歐洲議會全體會議表決。
2021年10月6日，歐洲議會表決通過「展望歐盟－美國關係」決議，這項決議的內容包括歐盟必須與美國就保護中國少數民族人權、降低南海、東海、香港及台灣海峽緊張情勢等議題尋求共識及合作的可能；同時指出歐盟正推行的「印太戰略」，應強化與日本、南韓、澳洲、紐西蘭以及台灣等美歐共同民主夥伴所扮演的角色。
2021年10月21日，歐洲議會表決通過並公布首份「歐盟－台灣政治關係與合作」報告。該報告呼籲歐盟提升與台灣關係，包括將台灣的歐洲經貿辦事處更名為「歐盟駐台灣辦事處」及啟動投資協定程序。中華人民共和國全国人大外事委员会发表声明反對該报告並表示該報告严重违背一个中国原则。
2021年11月3日，歐洲議會「外國干預歐盟民主程序特別委員會」主席格魯克斯曼在內的官方代表團抵台訪問。這是歐洲議會首次官方正式訪問團抵台訪問。
2021年11月18日，駐立陶宛台灣代表處掛牌運作後，歐洲議會「對中國關係代表團」團長包瑞翰表示「很重要地，設立台灣代表是完全與歐盟的一個中國政策相符，歐盟從來沒有同意中國的一個中國原則。這是很大的不同，我們必須不容許北京強加他們的觀點。」
2022年3月9日，歐洲議會表決通過「外來勢力干預歐盟民主程序」政策建議報告決議案，其中強調台灣位處於對抗中國等訊息操弄的前線，因此建議歐盟執委會參考台灣成功經驗與作法，鼓勵歐盟與其會員國深化與台灣合作，共同對抗第三國的惡意假訊息攻擊，並支持台歐盟提升官方、民間團體與智庫學界的多元合作交流。決議同時強烈建議歐盟在台灣建立反制假訊息中心。
2022年5月18日，歐洲議會4位副議長以及歐洲34國、共計1,504位國會議員，聯名致函WHO幹事長譚德塞，支持台灣出席WHA與WHO的會議、機制與活動。
2022年7月19日，歐洲議會副議長畢爾訪問台灣，期間會晤總統蔡英文、行政院長蘇貞昌、立法院副院長蔡其昌、行政院政務委員唐鳳、大陸委員會主任委員邱太三，及接受外交部長吳釗燮款宴。
2022年9月15日，歐洲議會通過「台海情勢決議文」，文中除譴責中國軍事威脅破壞台海穩定，亦要求歐盟盡快與台灣談判簽署雙邊投資協議（BIA）、協助強化台灣半導體產業、呼籲尚未在台設立貿易辦事處的歐洲國家前往設立、支持各國派議會代表訪台。此外，議會希望歐盟執委會更改駐台機構「歐洲經貿辦事處」名稱，以反映雙方更廣泛的交往關係，但此次決議文不同於2021年的「歐盟與台灣政治合作關係決議文」那樣直接建議改名為「歐盟駐台灣辦事處」，避免以台灣為正式名稱的敏感性。但截至2023年9月30日，歐洲經貿辦事處僅在英文官網異動名稱為European Economic and Trade Office in Taiwan（歐洲駐臺灣經貿辦事處），在Facebook、Instagram、YouTube等社群媒體，以及中華民國外交部，依然沿用原名稱。
2022年11月1日，歐洲議會「對中國關係代表團」團長包瑞翰等8名歐洲議會議員抵達台灣訪問。
2023年6月16日，中華民國外交部長吳釗燮訪問歐洲議會，並與歐洲議會副議長畢爾等12位跨國議員會晤交流。
2024年2月28日，歐洲議會在「共同外交暨安全政策」報告決議案指出，中國對台灣的領土主張並無国际法基礎，台灣與中國互不隸屬，只有台灣民選政府可以在國際上代表台灣人民。並呼籲執委會與會員國支持台灣有意義參加世界卫生组织、國際民航組織、《联合国气候变化框架公约》等國際組織；「共同安全暨防禦政策」報告決議案則強力譴責中國領導人發表不放棄對台動武言論，並嚴正關切中國持續對台進行軍事挑釁與各種灰色地帶戰術。呼籲歐盟與會員國增加台灣海峽航行自由任務，並與台灣深化安全交流與合作。
2024年10月24日，歐洲議會通過「中華人民共和國對《聯合國大會第2758號決議》的錯誤解讀，及其持續環繞台灣的武力挑釁」決議。決議文提出21項主張，包括駁斥中國曲解國際規則阻礙台灣參與國際組織，並要求歐盟以外交與經濟手段遏阻中國；要求歐盟執委會展開與台灣洽談雙邊投資協定或其他類型協定的準備工作等。
2025年4月2日，歐洲議會在「共同外交暨安全政策」報告決議案提到「強烈譴責中國國家主席宣告中華人民共和國絕不會放棄對台灣使用武力的權利，並堅持認為使用脅迫性措施實現統一是違反国际法的」。中國的領土主張在國際法上沒有依據，只有台灣民選政府才能代表台灣人民，並譴責中國阻止台灣有意義地參與多邊組織。
2025年7月21日，歐洲議會「歐洲民主之盾特別委員會」主席洛瓦索、「對中國關係代表團」團長艾洛格魯等議員訪臺。

#### 議會友好組織
1991年6月12日，歐洲議會成立「台灣之友協會」。1997年4月，更名為「歐洲議會友台小組」。
2003年9月，歐洲議會和英國、法國、德國、義大利、西班牙等國會友台小組共同倡議籌組「馬可波羅俱樂部」（Marco Polo Club）。2004年11月，舉辦成立典禮暨第1屆年會。
2008年5月30日，中華民國立法院成立「中華民國與歐洲議會議員友好協會」，由國民黨立委擔任會長；2012年4月20日，另成立「臺灣與歐洲議會議員友好協會」，由民進黨立委擔任會長。
2019年10月16日，歐洲議會和德國、法國、英國等國會友台小組共同成立「福爾摩沙俱樂部」（Formosa Club），強化跨國支持台灣的力量。

## 經濟

### 貿易
經濟部國際貿易署於歐洲聯盟總部所在地布魯塞爾設立駐歐盟兼駐比利時代表處經濟組。
| 年分 | 貿易總額       | 貿易總額 | 貿易總額 | 出口至歐盟     | 出口至歐盟 | 自歐盟進口     | 自歐盟進口 | 順逆差  | 備註           |
| 年分 | 金額           | 年增減   | 排名     | 金額           | 年增減     | 金額           | 年增減     | 順逆差  | 備註           |
| ---- | -------------- | -------- | -------- | -------------- | ---------- | -------------- | ---------- | ------- | -------------- |
| 2017 | 52,761,712,922 | ▲8.3%    | 4        | 26,804,744,847 | ▲9.5%      | 25,956,968,075 | ▲7.1%      | 順差▲   | 包括英國，下同 |
| 2018 | 57,135,926,129 | ▲8.3%    | 4        | 29,171,649,307 | ▲8.8%      | 27,964,276,822 | ▲7.7%      | 順差▲   |                |
| 2019 | 58,711,199,882 | ▲2.8%    | 4        | 27,645,302,993 | ▼5.2%      | 31,065,896,889 | ▲11.1%     | 逆差 -- |                |
| 2020 | 57,141,406,893 | ▼2.7%    | 4        | 26,237,577,517 | ▼5.1%      | 30,903,829,376 | ▼0.5%      | 逆差▲   |                |
| 2021 | 75,287,798,788 | ▲31.8%   | 4        | 35,957,646,940 | ▲37.0%     | 39,330,151,848 | ▲27.3%     | 逆差▼   |                |
| 2021 | 68,763,052,727 | ▲32.5%   | 4        | 31,808,684,602 | ▲38.9%     | 36,954,368,125 | ▲27.4%     | 逆差▼   | 英國脫歐，下同 |
| 2022 | 75,349,666,451 | ▲9.6%    | 4        | 34,918,522,327 | ▲9.8%      | 40,431,144,124 | ▲9.4%      | 逆差▲   |                |
| 2023 | 73,887,573,966 | ▼1.9%    | 4        | 36,822,197,101 | ▲5.5%      | 37,065,376,865 | ▼8.3%      | 逆差▼   |                |
| 2024 | 68,769,498,818 | ▼6.9%    | 4        | 33,471,199,783 | ▼9.1%      | 35,298,299,035 | ▼4.8%      | 逆差▲   |                |

### 協定
1990年8月1日，駐比利時台北經濟文化辦事處代表舒梅生與歐洲商會主席R. Delorozoy在布魯塞爾簽署《中歐互免海運事業所得稅議定書》。
為增進中華民國與中、東歐國家的合作關係，中華民國經濟部海外經濟合作發展基金管理委員會（海合會）於1994年4月17日在歐洲復興開發銀行的聖彼德堡年會中，由駐比利時台北經濟文化辦事處代表魯肇忠與該行總裁戴拉賀謝簽署諒解備忘錄，對中、東歐友好國家進行共同融資。
2017年9月，歐盟在貿易政策報告文件中指出，已準備與台灣展開投資談判。

### 事件
2015年10月，台灣被歐盟列入打擊「非法、未報告及未受規範漁業」（IUU）不合作國家警告（黃牌警告），使得遠洋漁業在國際牽制的風險下，發展受到限制。此項警告於2019年6月解除。

## 交流

### 文化
中華民國外交部與文化部、國立故宮博物院等單位推動「2025歐洲台灣文化年」，透過故宮文物赴捷克與法國展出，以及在歐洲各國舉辦台灣藝文表演活動，讓歐洲瞭解台灣文化。其中文、英文標語為「從科技島到文化台灣」、「From Tech to Culture, Taiwan Leads the Future!」。

## 簽證

持中華民國護照的中華民國國民簽證要求分布圖：入境歐盟可以「申根區免簽證」。

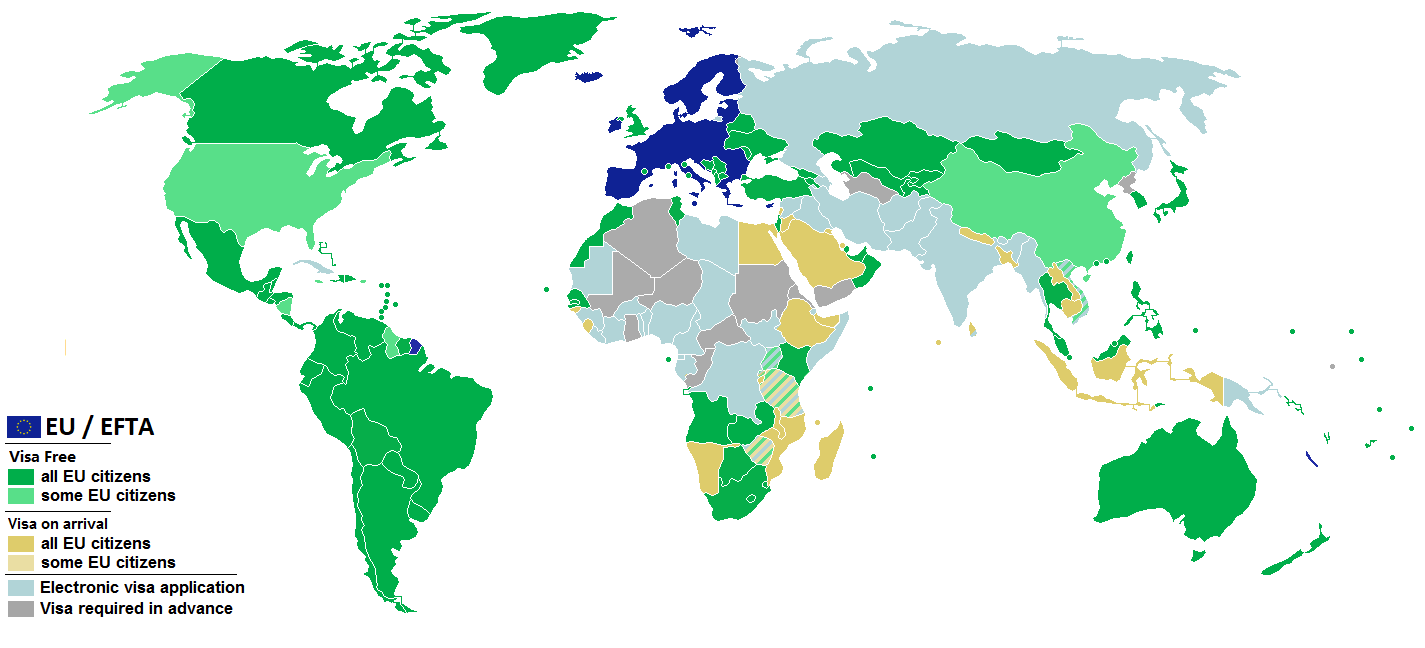
持欧盟护照的歐盟國民簽證要求分布圖：入境中華民國可以免簽證。

歐洲申根區給予持有載明身分證字號的中華民國護照之中華民國國民可以申根區免簽證入境，停留日數與申根區合併計算，每6個月期間內總計可停留90天。
歐盟國民持有歐盟護照者也可以免簽證的方式入境中華民國，停留最多90天。
此外，中華民國與歐盟數個國家每年皆提供特定名額的18－30歲青年為期1年的度假打工簽證（皆必須未曾取得此種簽證）。共有奧地利、比利時、捷克（18－26歲）、法國、德國、愛爾蘭、盧森堡（18－35歲）、荷蘭、波蘭、斯洛伐克（18－35歲）。

## 交通

### 航空
多邊直航班機來往的城市如下（截至2023年7月19日）：

#### 客運
| 中華民國 | 歐洲聯盟國家（按照國家英文字母排列） |
| -------- | --- |
| 臺北     | 維也納（中華航空直飛、長榮航空中途停靠曼谷） 布拉格（中華航空） 巴黎（長榮航空） 慕尼黑（長榮航空） 法蘭克福（中華航空） 羅馬（中華航空） 米蘭（長榮航空） 阿姆斯特丹（中華航空直飛、荷蘭皇家航空2023年10月29日前中途停靠首爾、長榮航空中途停靠曼谷） |

#### 貨運
| 中華民國 | 歐洲聯盟國家（按照國家英文字母排列） |
| -------- | --- |
| 臺北     | 法蘭克福（中華航空貨運） 布達佩斯（卢森堡国际货运航空） 米蘭（義大利盧森堡貨運航空） 盧森堡（中華航空貨運、盧森堡國際貨運航空） 阿姆斯特丹（中華航空貨運） |

## 外部連結
| - 中華民國外交部－歐洲聯盟簡介 （页面存档备份，存于） - 駐歐盟兼駐比利時代表處（Facebook、Twitte、科技組） - 中華民國國際經濟合作協會 （页面存档备份，存于） - 臺灣歐洲聯盟中心（Facebook） - 歐洲臺灣商會聯合總會 | - 歐洲經貿辦事處（Facebook、Instagram、YouTube） - 歐洲在臺商務協會（Facebook、LinkedIn） |